# Fabrice Catherine
Fabrice Catherine, né le 12 mai 1973 à Caen, est un footballeur français.
Au cours de sa carrière il dispute 238 matchs en deuxième division française, dont une majorité au SM Caen, son club

## Biographie

### Carrière de joueur
Fabrice Catherine commence le football à 6 ans à Lion-sur-Mer dans le Calvados. Ce gardien mesurant 1,37 m est issu du centre de formation du Stade Malherbe, club de sa ville natale. En parallèle de sa formation, il suit des études en STAPS afin de devenir professeur d'éducation physique. Lors de la saison 1997-1998, à 24 ans, il intègre finalement le groupe professionnel, et devient titulaire du poste la saison suivante, à la suite du départ de Luc Borrelli. Il le reste pendant quatre saisons et dispute, ainsi 148 matchs de Ligue 2 avec le club normand.
Non retenu par le club normand, il part en 2002 au CS Sedan-Ardennes, club de Ligue 1, comme gardien remplaçant. Il s'exile pendant un an à Estoril où il est sacré champion de deuxième division portugaise (solide) et élu meilleur gardien du championnat. Il joue au Stade lavallois en 2004. Il est titulaire et joue 69 matchs de Ligue 2 en deux saisons, mais ne peut empêcher la relégation du club en National. En début de saison 2006-2007, il s'engage à Tours, toujours en Ligue 2. Le retour du club tourangeau à ce niveau est délicat et il termine dernier du championnat. 
Catherine s'engage alors au Stade rennais à l'été 2007, pour une saison en tant que 3e gardien. Il encadre les jeunes gardiens de l'équipe réserve, joue le rôle de doublure en Ligue 1 et coupe d'Europe, mais ne joue que six matchs de CFA. 
En contact avec le SM Caen pour jouer le rôle de troisième gardien, il s'engage finalement la saison suivante à l'AS Cherbourg en National, en remplacement de Mickaël Ménétrier. Il y retrouve Mickaël Barré et Stéphane Tanguy, côtoyés à Caen. La saison s'avère difficile et le club descend en CFA. Il dispute 37 matchs sur 38, encaissant 37 buts. 

### Reconversion
À 36 ans, il arrête sa carrière professionnelle. Il devient professeur d'éducation physique au lycée Sainte-Marie de Caen, et intègre le staff et l'équipe vétéran du club de Thaon, dans la banlieue de Caen, où il s'occupe des moins de 13 ans. En 2025 il est professeur de sport a Falaise (14)
La saison 2012-2013 marque une nouvelle étape pour Fabrice Catherine, puisque tout en continuant de s'occuper des U13, il prend aussi en charge la direction sportive des jeunes du club bas normand, ainsi que l'entrainement de l'équipe première séniors évoluant en DRH.

## Statistiques
Catherine compte plus de 300 matchs professionnels, en 13 ans de carrière professionnelle,.
| Saison            | Club              | Pays              | Championnat       | Championnat | Championnat | Coupe nationale | Coupe nationale | Coupe de la ligue | Coupe de la ligue |
| Saison            | Club              | Pays              | Div.              | Matchs      | Buts        | M               | B               | M                 | B                 |
| ----------------- | ----------------- | ----------------- | ----------------- | ----------- | ----------- | --------------- | --------------- | ----------------- | ----------------- |
| 1997-1998         | SM Caen           |                   | Division 2        | 9           | 0           | 0               | 0               | 0                 | 0                 |
| 1998-1999         | SM Caen           |                   | Division 2        | 38          | 0           | 0               | 0               | 2                 | 0                 |
| 1999-2000         | SM Caen           |                   | Division 2        | 38          | 0           | 0               | 0               | 1                 | 0                 |
| 2000-2001         | SM Caen           |                   | Division 2        | 37          | 0           | 1               | 0               | 1                 | 0                 |
| 2001-2002         | SM Caen           |                   | Division 2        | 26          | 0           | 1               | 0               | 1                 | 0                 |
| 2002-2003         | CS Sedan-Ardennes |                   | Ligue 1           | 0           | 0           | 0               | 0               | 1                 | 0                 |
| 2003-2004         | GD Estoril-Praia  |                   | Division 2        | 36          | 0           | ?               | ?               | -                 | -                 |
| 2004-2005         | Stade lavallois   |                   | Ligue 2           | 34          | 0           | 0               | 0               | 2                 | 0                 |
| 2005-2006         | Stade lavallois   |                   | Ligue 2           | 35          | 0           | 0               | 0               | 0                 | 0                 |
| 2006-août 2006    | Stade lavallois   |                   | National          | 0           | 0           | 0               | 0               | 1                 | 0                 |
| août 2006-2007    | Tours FC          |                   | Ligue 2           | 21          | 0           | 0               | 0               | 0                 | 0                 |
| 2007-2008         | Stade rennais     |                   | Ligue 1           | 0           | 0           | 0               | 0               | 0                 | 0                 |
| 2008-2009         | AS Cherbourg      |                   | National          | 37          | 0           | 0               | 0               | 0                 | 0                 |
| Total (1997-2009) | Total (1997-2009) | Total (1997-2009) | Total (1997-2009) | 311         | 0           | 2               | 0               | 9                 | 0                 |

## Palmarès
- 2004 : montée en 1re division du Portugal avec Estoril ( Portugal)

Distinctions individuelles
- 2004 : meilleur gardien de D2 portugaise